# Get a Life (serie televisiva)
Get a Life è una sitcom statunitense trasmessa dalla Fox Network dal 23 settembre 1990 all'8 marzo 1992. Ha per protagonista Chris Peterson, interpretato da Chris Elliott, uno strillone trentenne che vive in un appartamento sopra il garage dei suoi genitori (Elinor Donahue e suo padre nella vita reale, il comico  Bob Elliott). I titoli di coda lo mostrano consegna i giornali sulla sua bici con in sottofondo  Stand, tema musicale scritto dai R.E.M.
La serie era una creazione di Elliott, Adam Resnick (come Elliott, sceneggiatore di  Late Night with David Letterman ) e dello scrittore / regista David Mirkin (ex produttore esecutivo per  Newhart  e successivamente per  I Simpson). Quest'ultimo è stato produttore esecutivo e showrunner e ha anche diretto la maggior parte degli episodi. Tra gli sceneggiatori, figurano Charlie Kaufman e Bob Odenkirk.
L'opera non era convenzionale per una sitcom prime time e molte volte le trame degli episodi erano surreali. Ad esempio, il personaggio di Elliott muore in ben dodici episodi. Le cause della morte includevano essere schiacciati da un masso gigante, vecchiaia, tonsillite, ferite da arma da fuoco, caduta da un aereo, strangolamento, investimento da automobili, soffocamento per cereali o esplosione. Molti dirigenti della Fox Network per questi motivi odiarono il prodotto e pensarono che fosse troppo inquietante e il personaggio di Elliott antipatico e folle.